# Rubla
Rubla – wieś w Rumunii, w okręgu Buzău, w gminie Valea Râmnicului. W 2011 roku liczyła 1163 mieszkańców.